# Trichoncus steppensis
Trichoncus steppensis là một loài nhện trong họ Linyphiidae.
Loài này thuộc chi Trichoncus. Trichoncus steppensis được Kirill Yuryevich Eskov miêu tả năm 1995.